# Brooklyn Nine-Nine
Brooklyn Nine-Nine (abreviado como B99) é uma série de televisão de comédia policial americana criada por Dan Goor e Michael Schur. A série gira em torno de Jake Peralta (Andy Samberg), um imaturo, mas talentoso, detetive da polícia de Nova York na fictícia 99.ª Delegacia do Brooklyn, que muitas vezes entra em conflito com seu novo comandante, o sério e severo capitão Raymond Jacob Holt (Andre Braugher). O restante do elenco inclui Stephanie Beatriz como Rosa Diaz, Terry Crews como Terry Jeffords, Melissa Fumero como Amy Santiago, Joe Lo Truglio como Charles Boyle, Chelsea Peretti como Gina Linetti, Dirk Blocker como Michael Hitchcock e Joel McKinnon Miller como Norm Scully.
Produzida como uma comédia de câmera única, a Fox encomendou originalmente 13 episódios para sua primeira temporada, expandindo-a para 22 episódios. Brooklyn Nine-Nine estreou em 17 de setembro de 2013. Em 10 de maio de 2018, a Fox cancelou a série após cinco temporadas. No dia seguinte, a NBC adquiriu a série para produzir a sexta temporada que estreou na NBC em 10 de janeiro de 2019. Em 27 de fevereiro, a NBC renovou a série para uma sétima temporada, que estreou em 6 de fevereiro de 2020. A série foi renovada para a oitava temporada em novembro de 2019, antes da estreia da sétima temporada. Em 8 de setembro de 2021 foi lançada a oitava e última temporada.
Foi adquirida pelo SBT e foi exibida entre 19 de março de 2023 a 23 de fevereiro de 2025, em episódios triplos, substituindo as Orquestra de André Rieu e sendo substituída por The Chosen. aos domingos na faixa das meia-noite, logo após o Programa Sílvio Santos.

## Sinopse
Situado na 99.ª delegacia fictícia do Departamento de Polícia de Nova York, no Brooklyn, Brooklyn Nine-Nine segue uma equipe de detetives liderados pelo capitão Raymond Holt (Andre Braugher), recém-nomeado e muito sério. Os detetives incluem Jake Peralta (Andy Samberg), que tem uma alta taxa de prisões bem-sucedidas e casos resolvidos, apesar de sua atitude relaxada, despreocupada e (às vezes) infantil. Ele finalmente se apaixona por sua parceira severa, nerd, amável, mas adorável, Amy Santiago (Melissa Fumero). O esforçado, mas tímido Charles Boyle (Joe Lo Truglio) faz parceria com a estóica, agressiva e severa Rosa Diaz (Stephanie Beatriz). Os dois detetives mais velhos, Michael Hitchcock (Dirk Blocker) e Norm Scully (Joel McKinnon Miller) muitas vezes parecem incompetentes, estúpidos e preguiçosos, mas resolveram mais casos ao longo dos anos simplesmente porque estão trabalhando há mais tempo.
Os detetives se reportam ao sargento Terry Jeffords (Terry Crews), um gigante gentil e devotado homem de família que inicialmente tem uma fobia de voltar ao trabalho policial de campo ativo por medo de ser morto no cumprimento do dever e deixar suas filhas sem pai. A delegacia também inclui a administradora civil sarcástica e dominadora Gina Linetti (Chelsea Peretti), que não gosta de seu trabalho, prioriza suas mídias sociais e acredita que dançar é seu objetivo de vida.

## Elenco e personagens
| Ator                 | Personagem                | Temporadas | Temporadas | Temporadas | Temporadas | Temporadas | Temporadas | Temporadas      | Temporadas   |
| Ator                 | Personagem                | 1          | 2          | 3          | 4          | 5          | 6          | 7               | 8            |
| -------------------- | ------------------------- | ---------- | ---------- | ---------- | ---------- | ---------- | ---------- | --------------- | ------------ |
| Andy Samberg         | Jacob "Jake" Peralta      | Principal  | Principal  | Principal  | Principal  | Principal  | Principal  | Principal       | Principal    |
| Stephanie Beatriz    | Rosalita "Rosa" Diaz      | Principal  | Principal  | Principal  | Principal  | Principal  | Principal  | Principal       | Principal    |
| Terry Crews          | Terrence "Terry" Jeffords | Principal  | Principal  | Principal  | Principal  | Principal  | Principal  | Principal       | Principal    |
| Melissa Fumero       | Amy Santiago              | Principal  | Principal  | Principal  | Principal  | Principal  | Principal  | Principal       | Principal    |
| Joe Lo Truglio       | Charles Boyle             | Principal  | Principal  | Principal  | Principal  | Principal  | Principal  | Principal       | Principal    |
| Chelsea Peretti      | Regina "Gina" Linetti     | Principal  | Principal  | Principal  | Principal  | Principal  | Principal  | Does not appear | Participação |
| Andre Braugher       | Raymond Jacob Holt        | Principal  | Principal  | Principal  | Principal  | Principal  | Principal  | Principal       | Principal    |
| Dirk Blocker         | Michael Hitchcock         | Recorrente | Estrelando | Estrelando | Estrelando | Estrelando | Principal  | Principal       | Principal    |
| Joel McKinnon Miller | Norm Scully               | Recorrente | Estrelando | Estrelando | Estrelando | Estrelando | Principal  | Principal       | Principal    |

Notas
1. ↑  Na sexta temporada, foi creditada no elenco principal nos quatro primeiros episódios e como atriz convidada especial em "Return of the King".
2. 1 2  Na sexta temporada, foi creditado no elenco principal a partir do episódio "A Tale of Two Bandits", anteriormente creditado como Starring (Estrelando).

## Desenvolvimento e produção

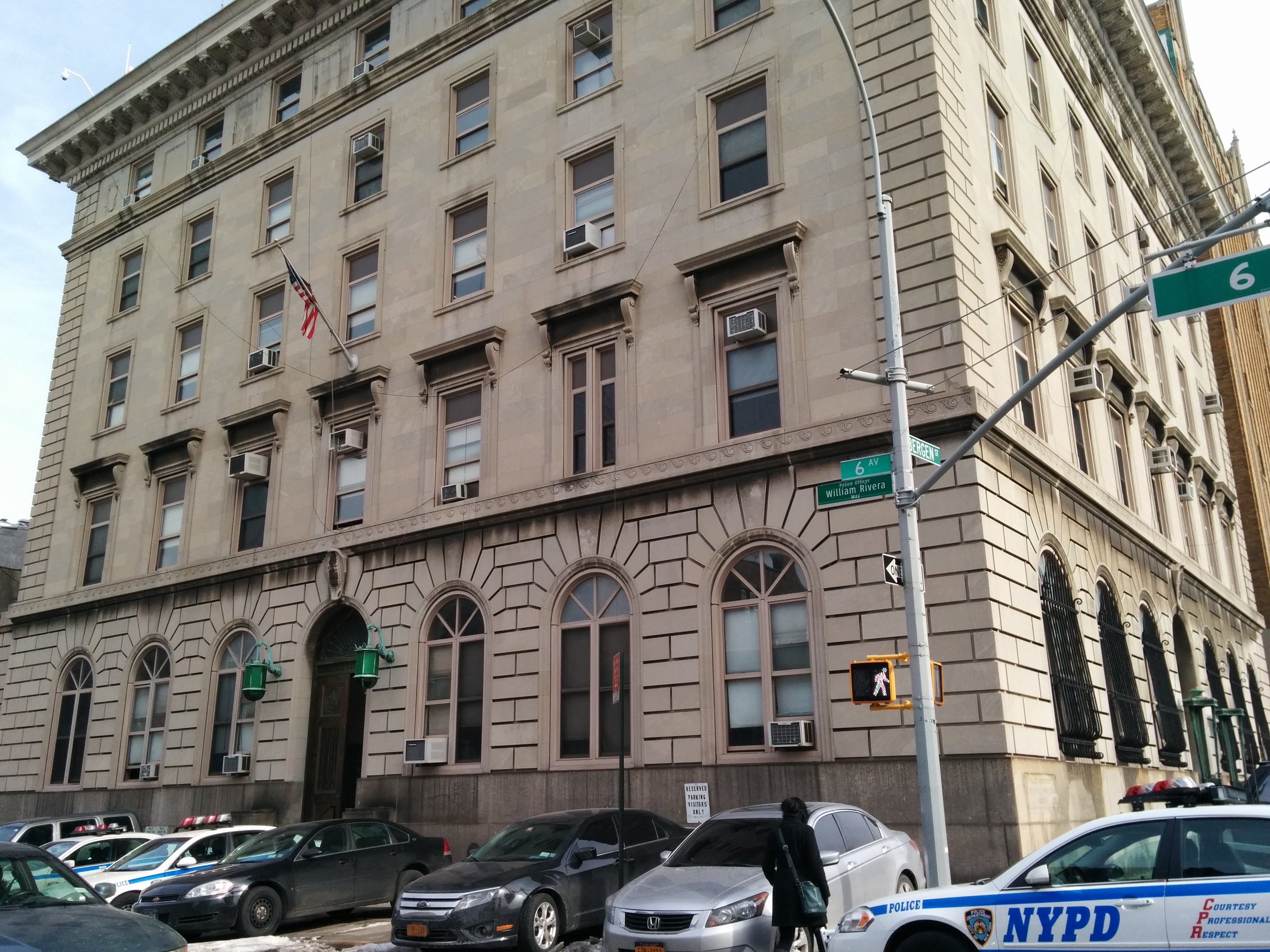
A vista exterior do edifício da fictícia 99.ª Delegacia é o prédio da 78.ª delegacia de Nova York.

Michael Schur e Dan Goor, que se conheciam desde que eram estudantes em Harvard e haviam colaborado em Parks and Recreation, gostaram da ideia de montar uma comédia em uma delegacia de polícia, um ambiente que eles consideravam insuficientemente usado para comédias na televisão desde Barney Miller. Eles apresentaram a ideia à Universal Television, onde Schur tinha um acordo de desenvolvimento. Embora a Universal tenha concordado em produzir o programa, a NBC não comprou a ideia e passou o show adiante, então a dupla vendeu a série para a Fox Broadcasting Company.
Em 8 de maio de 2013, a Fox fez um pedido de 13 episódios para a comédia. Em 18 de outubro de 2013, a série foi escolhida para ter uma temporada completa de 22 episódios e mais tarde foi escolhida para ir ao ar junto com New Girl em um "evento especial de uma hora de comédia" como os programas de liderança do Super Bowl XLVIII.
A vista exterior do edifício da fictícia 99.ª Delegacia é o prédio da 78.ª delegacia de Nova York na esquina da Sixth Avenue e Bergen Street. Fica a uma quadra ao sul do Barclays Center e a uma quadra a leste da estação Bergen Street, nas rotas 2, 3 e 4 do metrô de Nova York.
Em 10 de maio de 2018, a Fox anunciou o cancelamento da série após cinco temporadas.  Pouco depois, houve anúncios de que negociações começaram com Hulu, TBS, NBC e Netflix para a possibilidade de reviver a série para uma sexta temporada. No dia seguinte, o TVLine relatou que o Hulu já havia passado a série a diante. Pouco depois, Goor anunciou que a NBC iria adquirir a série e produzir treze episódios.  Em um comunicado, o presidente da NBC Entertainment,
Robert Greenblatt, expressou arrependimento por ter originalmente passado a série para a Fox e ficou "emocionado" com sua adição à NBC. Alguns dias depois, foi anunciado que a série estrearia no meio da temporada de televisão de 2018-2019, em janeiro de 2019. Em setembro de 2018, a NBC encomendou mais cinco episódios para a temporada 6, elevando o pedido para 18. A sexta temporada estreou na NBC em 10 de janeiro de 2019. Em 27 de fevereiro de 2019, a NBC renovou a série para a sétima temporada, que estreou em 6 de fevereiro de 2020. Em 14 de novembro de 2019, a NBC renovou a série para uma oitava temporada antes mesmo da estreia da sétima temporada.

## Episódios
| Temporada | Temporada | Episódios | Episódios | Originalmente exibido  | Originalmente exibido  | Originalmente exibido | Audiência | Audiência                           |
| Temporada | Temporada | Episódios | Episódios | Estreia da temporada   | Final da temporada     | Emissora              | Rank      | Média de visualizações (em milhões) |
| --------- | --------- | --------- | --------- | ---------------------- | ---------------------- | --------------------- | --------- | ----------------------------------- |
|           | 1         | 22        | 22        | 17 de setembro de 2013 | 25 de março de 2014    | Fox                   | 98        | 4.80                                |
|           | 2         | 23        | 23        | 28 de setembro de 2014 | 17 de maio de 2015     | Fox                   | 113       | 4.87                                |
|           | 3         | 23        | 23        | 27 de setembro de 2015 | 19 de abril de 2016    | Fox                   | 118       | 3.98                                |
|           | 4         | 22        | 22        | 20 de setembro de 2016 | 23 de maio de 2017     | Fox                   | 137       | 2.87                                |
|           | 5         | 22        | 22        | 26 de setembro de 2017 | 20 de maio de 2018     | Fox                   | 161       | 2.71                                |
|           | 6         | 18        | 18        | 10 de janeiro de 2019  | 16 de maio de 2019     | NBC                   | 138       | 3.11                                |
|           | 7         | 13        | 13        | 6 de fevereiro de 2020 | 23 de abril de 2020    | NBC                   | 105       | 2.69                                |
|           | 8         | 10        | 10        | 12 de agosto de 2021   | 16 de setembro de 2021 | NBC                   | —         | —                                   |

## Recepção
| Temporada | Temporada   | Crítica              | Crítica   |
| Temporada | Temporada   | Rotten Tomatoes      | Avaliação |
| --------- | ----------- | -------------------- | --------- |
|           | Temporada 1 | 89% (56 avaliações)  | 7.25/10   |
|           | Temporada 2 | 100% (17 avaliações) | 7.96/10   |
|           | Temporada 3 | 93% (14 avaliações)  | 8.19/10   |
|           | Temporada 4 | 100% (13 avaliações) | 8.09/10   |
|           | Temporada 5 | 100% (13 avaliações) | 8.33/10   |
|           | Temporada 6 | 100% (26 avaliações) | 8.32/10   |
|           | Temporada 7 | 89% (9 avaliações)   | 8.5/10    |

Rotten Tomatoes deu à primeira temporada uma pontuação de 89% com base em 56 avaliações. O consenso é: "Liderados pelo emparelhamento surpreendentemente eficaz de Andy Samberg e Andre Braugher, Brooklyn Nine-Nine é uma versão encantadora e inteligentemente escrita no formato de série policial" Para a segunda temporada, o show recebeu uma pontuação de 100% com base em 17 avaliações. O consenso dessa temporada é: "O elenco vencedor de Brooklyn Nine-Nine, personagens atraentes e piadas malucas tornam o programa confortável." Metacritic atribui à primeira temporada do programa uma classificação média ponderada de 70/100 com base em 33 avaliações, indicando "avaliações geralmente favoráveis".
O The Huffington Post publicou uma lista de "9 razões pelas quais você precisa começar a assistir o Brooklyn Nine-Nine", enquanto a revista Paste comemorou "Os 10 melhores momentos da primeira temporada de Brooklyn Nine-Nine" em 2014.
Brooklyn Nine-Nine recebeu elogios por seu retrato franco das pessoas LGBTQ e pelos sérios problemas que as afetam, mantendo seu senso de humor. O papel do capitão Ray Holt, um personagem principal, como um homem negro abertamente gay e em um casamento inter-racial do mesmo sexo não tem precedentes no cinema e na televisão. A revelação bissexual da detetive Rosa Diaz no episódio "99", o 99º episódio da série, foi descrita como uma importante representação da orientação sexual.

### Audiência
| Temporada | Horário (ET)                                                          | Emissora | Episódios | Primeira exibição      | Primeira exibição   | Última exibição        | Última exibição     | Rank | Méd. audiência (milhões) |     |
| Temporada | Horário (ET)                                                          | Emissora | Episódios | Data                   | Audiência (milhões) | Data                   | Audiência (milhões) | Rank | Méd. audiência (milhões) |     |
| --------- | --------------------------------------------------------------------- | -------- | --------- | ---------------------- | ------------------- | ---------------------- | ------------------- | ---- | ------------------------ | --- |
| 1         | Terça-feira 20:30 (1–14) Domingo 23:00 (15) Terça-feira 21:30 (16–22) | Fox      | 22        | 17 de setembro de 2013 | 6.17                | 25 de março de 2014    | 2.59                | 98   | 4.80                     | ASD |
| 2         | Domingo 20:30                                                         | Fox      | 23        | 28 de setembro de 2014 | 5.46                | 17 de maio de 2015     | 2.35                | 113  | 4.87                     | ASD |
| 3         | Domingo 20:30 (1–10) Terça-feira 21:00 (11–23)                        | Fox      | 23        | 27 de setembro de 2015 | 3.14                | 19 de abril de 2016    | 2.02                | 118  | 3.98                     | ASD |
| 4         | Terça-feira 20:00 (1–10, 13–22) Domingo 8:30 pm (11–12)               | Fox      | 22        | 20 de setembro de 2016 | 2.39                | 23 de maio de 2017     | 1.50                | 137  | 2.87                     | ASD |
| 5         | Terça-feira 21:30 (1–11) Domingo 20:30 (12–22)                        | Fox      | 22        | 26 de setembro de 2017 | 2.00                | 20 de maio de 2018     | 1.79                | 161  | 2.71                     | ASD |
| 6         | Quinta-feira 21:00                                                    | NBC      | 18        | 10 de janeiro de 2019  | 3.54                | 16 de maio de 2019     | 1.55                | 138  | 3.11                     | ASD |
| 7         | Quinta-feira 20:30                                                    | NBC      | 13        | 6 de fevereiro de 2020 | 2.66                | 23 de abril de 2020    | 2.24                | 105  | 2.69                     | ASD |
| 8         | Quinta-feira 20:00 (1, 3, 5, 7, 9-10) Quinta-feira 20:30 (2, 4, 6, 8) | NBC      | 10        | 12 de agosto de 2021   | 1.84                | 16 de setembro de 2021 | 1.88                | ASD  | ASD                      | ASD |

## Prêmios e indicações
| Prêmio                              | Data da cerimônia       | Categoria                                                                                     | Nomeados                                      | Resultado | Ref.   |
| ----------------------------------- | ----------------------- | --------------------------------------------------------------------------------------------- | --------------------------------------------- | --------- | ------ |
| People's Choice Awards              | 8 de janeiro 2014       | Ator favorito em uma nova série de TV                                                         | Andy Samberg                                  | Indicado  | [ 56 ] |
| Golden Globe Awards                 | 12 de janeiro de 2014   | Melhor ator em série de comédia ou musical                                                    | Andy Samberg                                  | Venceu    | [ 57 ] |
| Golden Globe Awards                 | 12 de janeiro de 2014   | Melhor série de comédia ou musical                                                            | Brooklyn Nine-Nine                            | Venceu    | [ 57 ] |
| NAACP Image Award                   | 22 de fevereiro de 2014 | Melhor Ator em série de comédia                                                               | Andre Braugher                                | Indicado  |        |
| Satellite Awards                    | 23 de fevereiro de 2014 | Melhor ator em série de comédia ou musical                                                    | Andre Braugher                                | Indicado  |        |
| Satellite Awards                    | 23 de fevereiro de 2014 | Melhor série musical ou de comédia                                                            | Brooklyn Nine-Nine                            | Indicado  |        |
| GLAAD Media Awards                  | 12 de abril de 2014     | Melhor série de comédia                                                                       | Brooklyn Nine-Nine                            | Indicado  |        |
| American Comedy Awards              | 8 de maior de 2014      | Série de comédia                                                                              | Brooklyn Nine-Nine                            | Indicado  |        |
| American Comedy Awards              | 8 de maior de 2014      | Ator de comédia — TV                                                                          | Andy Samberg                                  | Venceu    |        |
| American Comedy Awards              | 8 de maior de 2014      | Atriz coadjuvante de comédia — TV                                                             | Chelsea Peretti                               | Indicado  |        |
| Critics' Choice Television Awards   | 19 de junho de 2014     | Melhor Ator coadjuvante em série de comédia                                                   | Andre Braugher                                | Venceu    |        |
| TCA Awards                          | 19 de julho de 2014     | Novo programa                                                                                 | Brooklyn Nine-Nine                            | Indicado  |        |
| TCA Awards                          | 19 de julho de 2014     | Realização notável em Comédia                                                                 | Brooklyn Nine-Nine                            | Indicado  |        |
| Imagen Awards                       | 1 de agosto de 2014     | Melhor atriz coadjuvante – Televisão                                                          | Stephanie Beatriz                             | Indicado  |        |
| Teen Choice Awards                  | 10 de agosto de 2014    | Ator de televisão: Comédia                                                                    | Andy Samberg                                  | Indicado  |        |
| Creative Arts Emmy Awards           | 16 de agosto de 2014    | Melhor coordenação de dublês para uma série de comédia ou programa de variedades              | Brooklyn Nine-Nine                            | Venceu    |        |
| EWwy Award                          | 18 de agosto de 2014    | Melhor série de comédia                                                                       | Brooklyn Nine-Nine                            | Indicado  |        |
| EWwy Award                          | 18 de agosto de 2014    | Melhor ator em série de comédia                                                               | Andy Samberg                                  | Indicado  |        |
| Primetime Emmy Awards               | 25 de agosto de 2014    | Melhor ator coadjuvante em série de comédia                                                   | Andre Braugher                                | Indicado  |        |
| SAG Awards                          | 21 de janeiro de 2015   | Melhor elenco em série de comédia                                                             | Brooklyn Nine-Nine                            | Indicado  |        |
| NAACP Image Award                   | 6 de fevereiro de 2015  | Melhor ator em série de comédia                                                               | Andre Braugher                                | Indicado  |        |
| NAACP Image Award                   | 6 de fevereiro de 2015  | Melhor ator coadjuvante em série de comédia                                                   | Terry Crews                                   | Indicado  |        |
| Satellite Awards                    | 15 de fevereiro de 2015 | Melhor série musical ou de comédia                                                            | Brooklyn Nine-Nine                            | Indicado  |        |
| NHMC Impact Awards                  | 20 de fevereiro de 2015 | Conquistas e contribuições excepcionais para as representações positivas dos latinos na mídia | Melissa Fumero                                | Venceu    | [ 59 ] |
| GLAAD Media Awards                  | 21 de março de 2015     | Melhor Série de Comédia                                                                       | Brooklyn Nine-Nine                            | Indicado  |        |
| Teen Choice Awards                  | 16 de agosto de 2015    | Ator de TV: Comédia                                                                           | Andy Samberg                                  | Indicado  |        |
| Imagen Awards                       | 21 de agosto de 2015    | Melhor atriz coadjuvante – Televisão                                                          | Melissa Fumero                                | Indicado  |        |
| Imagen Awards                       | 21 de agosto de 2015    | Melhor Programa de Televisão Primetime – Comédia                                              | Brooklyn Nine-Nine                            | Indicado  |        |
| Primetime Creative Arts Emmy Awards | 12 de setembro de 2015  | Melhor coordenação de dublês para uma série de comédia ou programa de variedades              | Brooklyn Nine-Nine                            | Venceu    |        |
| Primetime Emmy Awards               | 20 de setembro de 2015  | Melhor Ator Coadjuvante em Série de Comédia                                                   | Andre Braugher                                | Indicado  |        |
| People's Choice Awards              | 6 de janeiro de 2016    | Ator de TV cômico favorito                                                                    | Andy Samberg                                  | Indicado  |        |
| People's Choice Awards              | 6 de janeiro de 2016    | Ator de Comédia Favorito - TV                                                                 | Andy Samberg                                  | Indicado  |        |
| Critics' Choice Television Awards   | 17 de janeiro de 2016   | Melhor Ator coadjuvante em série de comédia                                                   | Andre Braugher                                | Venceu    |        |
| NAACP Image Award                   | 5 de fevereiro de 2016  | Melhor Ator em série de comédia                                                               | Andre Braugher                                | Indicado  |        |
| NAACP Image Award                   | 5 de fevereiro de 2016  | Melhor Ator coadjuvante em série de comédia                                                   | Terry Crews                                   | Indicado  |        |
| Satellite Awards                    | 21 de fevereiro de 2016 | Melhor série musical ou de comédia                                                            | Brooklyn Nine-Nine                            | Indicado  |        |
| GLAAD Media Awards                  | 2 de abril de 2016      | Melhor Série de comédia                                                                       | Brooklyn Nine-Nine                            | Indicado  |        |
| Teen Choice Awards                  | 31 de julho de 2016     | Ator de televisão - Comédia                                                                   | Andy Samberg                                  | Indicado  |        |
| Imagen Awards                       | 9 de setembro de 2016   | Melhor atriz coadjuvante - Televisão                                                          | Melissa Fumero                                | Indicado  |        |
| Imagen Awards                       | 9 de setembro de 2016   | Melhor atriz coadjuvante - Televisão                                                          | Stephanie Beatriz                             | Indicado  |        |
| Imagen Awards                       | 9 de setembro de 2016   | Melhor Programa de televisão - Comédia                                                        | Brooklyn Nine-Nine                            | Indicado  |        |
| Creative Arts Emmy Awards           | 10 de setembro de 2016  | Melhor Coordenação de dublês em série de comédia ou programa de variedades                    | Brooklyn Nine-Nine                            | Indicado  |        |
| Poppy Awards                        | 13 de setembro de 2016  | Melhor Protagonista em Série de Comédia                                                       | Andy Samberg                                  | Venceu    |        |
| Emmy                                | 18 de setembro de 2016  | Melhor ator coadjuvante em série de comédia                                                   | Andre Braugher                                | Indicado  |        |
| People's Choice Awards              | 18 de janeiro de 2017   | Ator de TV cômico favorito                                                                    | Andy Samberg                                  | Indicado  | [ 60 ] |
| Satellite Awards                    | 18 de fevereiro de 2017 | Melhor série de televisão, comédia ou musical                                                 | Brooklyn Nine-Nine                            | Indicado  | [ 61 ] |
| Satellite Awards                    | 18 de fevereiro de 2017 | Melhor Ator Coadjuvante em Série, Minissérie ou Filme para TV                                 | Andre Braugher                                | Indicado  | [ 61 ] |
| GLAAD Media Awards                  | 1 de abril de 2017      | Melhor série de comédia                                                                       | Brooklyn Nine-Nine                            | Indicado  | [ 62 ] |
| Black Reel Awards for Television    | 3 de agosto 2017        | Melhor ator coadjuvante de série de comédia                                                   | Andre Braugher                                | Indicado  | [ 63 ] |
| Teen Choice Awards                  | 13 de agosto de 2017    | Ator de televisão: Comédia                                                                    | Andy Samberg                                  | Indicado  | [ 64 ] |
| Teen Choice Awards                  | 13 de agosto de 2017    | Série de televisão - Comédia                                                                  | Brooklyn Nine-Nine                            | Indicado  | [ 64 ] |
| Imagen Awards                       | 18 de agosto de 2017    | Melhor programa de televisão – Comédia                                                        | Brooklyn Nine-Nine                            | Indicado  | [ 65 ] |
| Creative Arts Emmy Awards           | 10 de setembro de 2017  | Melhor coordenação de dublês para uma série de comédia ou programa de variedades              | Brooklyn Nine-Nine                            | Indicado  | [ 66 ] |
| MPSE Golden Reel Awards             | 28 de fevereiro de 2018 | Conquista de coordenação em edição de som – Ato real com menos de 30 minutos                  | Brooklyn Nine-Nine (Episódio: "The Fugitive") | Indicado  |        |
| GLAAD Media Awards                  | 12 de abril de 2018     | Melhor Série de Comédia                                                                       | Brooklyn Nine-Nine                            | Venceu    | [ 67 ] |
| Black Reel Awards para Televisão    | 3 de agosto de 2018     | Melhor Ator Coadjuvante em Série de Comédia                                                   | Terry Crews                                   | Indicado  |        |
| Teen Choice Awards                  | 12 de agosto 2018       | Ator Choice TV: Comédia                                                                       | Andy Samberg                                  | Indicado  |        |
| Imagen Awards                       | 25 de agosto de 2018    | Melhor Programa de Televisão Primetime - Comédia                                              | Brooklyn Nine-Nine                            | Indicado  |        |
| Imagen Awards                       | 25 de agosto de 2018    | Melhor Atriz Coadjuvante - Televisão                                                          | Stephanie Beatriz                             | Venceu    |        |
| Gold Derby Awards                   | 6 de setembro de 2018   | Melhor Ator em Série de Comédia                                                               | Andy Samberg                                  | Indicado  |        |
| Gold Derby Awards                   | 6 de setembro de 2018   | Melhor Ator Convidado em Série de Comédia                                                     | Sterling K. Brown                             | Indicado  |        |
| Creative Arts Emmy Awards           | 9 de setembro de 2019   | Melhor ator convidado em série de comédia                                                     | Sterling K. Brown                             | Indicado  |        |
| Creative Arts Emmy Awards           | 9 de setembro de 2019   | Coordenação de dublês em Série de comédia ou programa de variedades                           | Brooklyn Nine-Nine                            | Indicado  |        |
| Critics' Choice Television Awards   | 13 de janeiro de 2019   | Melhor Ator em Série de Comédia                                                               | Andy Samberg                                  | Indicado  |        |
| Edgar Allan Poe Awards              | 25 de abril de 2019     | Melhor História em Episódio de Televisão                                                      | Luke Del Tredici (Episódio: "The Box")        | Indicado  |        |
| Gracie Awards                       | 21 de maio de 2019      | Melhor Atriz Coadjuvante - Comédia ou Musical                                                 | Stephanie Beatriz                             | Venceu    |        |
| Gracie Awards                       | 21 de maio de 2019      | Melhor Atriz Coadjuvante - Comédia ou Musical                                                 | Chelsea Peretti                               | Indicado  |        |
| Imagen Awards                       | 10 de agosto de 2019    | Melhor Programa de Televisão Primetime - Comédia                                              | Brooklyn Nine-Nine                            | Indicado  |        |
| Imagen Awards                       | 10 de agosto de 2019    | Melhor Atriz Coadjuvante - Televisão                                                          | Stephanie Beatriz                             | Indicado  |        |
| Imagen Awards                       | 10 de agosto de 2019    | Melhor Atriz Coadjuvante - Televisão                                                          | Melissa Fumero                                | Indicado  |        |
| Teen Choice Awards                  | 11 de agosto de 2019    | Ator de Programa de Comédia                                                                   | Brooklyn Nine-Nine                            | Indicado  |        |
| Teen Choice Awards                  | 11 de agosto de 2019    | Ator de Programa de Comédia                                                                   | Andy Samberg                                  | Indicado  |        |
| Gold Derby Awards                   | 17 de setembro de 2019  | Melhor Ator em Comédia                                                                        | Andy Samberg                                  | Indicado  |        |
| Gold Derby Awards                   | 17 de setembro de 2019  | Melhor Ator Convidado em Série de Comédia                                                     | Lin-Manuel Miranda                            | Indicado  |        |
| Prémios Emmy do Primetime de 2020   | 20 de setembro de 2020  | Melhor Ator Coadjuvante em Série de Comédia                                                   | Andre Braugher                                | Indicado  |        |
| Prémios Emmy do Primetime de 2020   | 20 de setembro de 2020  | Excelente coordenação de acrobacias para uma série de comédia ou programa de variedades       | Brooklyn Nine-Nine                            | Indicado  |        |